# صدقي المقت
صدقي المقت ، (1967-) الملقّب بـ«عميد الأسرى السوريين» هو مناضل سوري ضد الاحتلال الاسرائيلي وأسير سابق، من مواليد بلدة مجدل شمس في الجولان.

## عن حياته
ينحدر صدقي سليمان المقت من عائلة رفضت دوما الاحتلال الإسرائيلي للجولان حيث تم اعتقال والده سليمان المقت أكثر من مرة ولفترات متباعدة وأخويه فخري وبشر ، وكان ناشطا قبل اعتقاله في الأوساط الطلابية وشارك في جميع المظاهرات والاحتجاجات ضد الاحتلال الإسرائيلي ، وقد حكم عليه في 2015 بالسجن أحد عشر عاما بتهمة «التجسّس والخيانة والاتّصال بعميل أجنبي ونقل معلومات إلى سوريا في أوقات الحرب».

## أسره
لقب بعميد الأسرى السوريين كونه أقدم أسير في التاريخ السوري المعاصر حيث تم اعتقاله في ال 23 من أيار من عام 1985، وتم الإفراج عنه في آب من عام 2012 بعد 27 عاما قضاها في السجون الإسرائيلية، وقد تم إعادة اعتقاله في 25 شباط 2015 بعدما اتُهم بتوثيق تعاون جيش الاحتلال الإسرائيلي مع عناصر من «جبهة النصرة».

## الإفراج عنه
تم الإفراج عنه من قبل السلطات الإسرائيليّة ليلة الخميس/الجمعة 9-10 كانون الثاني 2020 مع سوري آخر هو أمل أبو صلاح الذي هو الآخر من سكان الجولان المحتلّ في إطار عمليّة تبادل معقّدة سهّلتها روسيا وتمثلت من الطرف السوري في إعادة رفات جندي إسرائيلي إلى إسرائيل كان قد فقد خلال عملية اجتياح لبنان من قبل إسرائيل عام 1982 ، وكان المقت قد رفض سابقًا إطلاق سراحه المشروط من قبل سلطات الاحتلال الإسرائيلي والقاضي بإبعاده عن الجولان السوري المحتل ومسقط رأسه.

## خلفية تاريخية
أتت هذه الخطوة في أعقاب إطلاق إسرائيل سراح سجينين سوريين ، فيما وصفته أيضا ببادرة حسن نوايا، ففي نيسان 2019 سلمت روسيا، إسرائيل رفات زخاري بوميل الذي أعُلن عن اختفائه مع اثنين من الجنود الإسرائيليين بعد معركة السلطان يعقوب عام 1982 مع القوات السورية في لبنان، والذي عثرت عليه القوات الخاصة الروسية في سوريا.